# 惡魔的謎語
《惡魔的謎語》（悪魔のリドル），為高河弓原作，由南方純插畫的日本漫畫作品。於角川書店出版的「月刊Newtype」在2012年9月號開始連載至2016年11月號，單行本第五卷於2016年12月10日發售。於2014年4月3日電視動畫化。
《惡魔的謎語》於2014年4月18日台灣確認由木棉花代理，2014年6月VOD隨選視訊上架，上架後因VOD隨選視訊容量不足後，於2014年10月30日下架。

## 故事大綱
在17學園就讀的主人公——東兔角，被17學園的教師海馬，以「學校間留學生」的名義送往明星學園。目的地在明星學園的「黑組」，在這特殊的班級中，其他人必須暗殺黑組內其中的一名女子高中生。黑組中除了目標之外，黑組內所有的同學完全都是刺客。知道自己已經成為被暗殺目標的一之瀨晴，抱持著想要活著畢業的信念，而東兔角在與一之瀨晴交流的過程中，漸漸被她所吸引，而下定決心要成為一之瀨晴的守護者，與黑組內班上其他十幾位同學為敵，一場殺手對戰就此展開。

## 登場人物

### 10年黑組學生
演員為朗讀劇版的Cast。左起為初回、2回目、3回目。配音員為電視動畫的配音員。
東兔角（Azuma Tokaku）
演員：島崎信長、江口拓也、木村良平／配音員：諏訪彩花
本作的主角之一，15岁。学号為1号。名字中的兔角意为“不存在的事物”。
来自17學園的暗殺者精英。留有一頭藍色短髮，冷若冰霜面無表情的少女。有著喜歡獨立行動，不喜歡與他人合謀的性格。
與暗殺對象的晴住在同一間寢室，在一次次與晴的交流中逐漸被她吸引，決意成為晴的守護者與剩餘的11人對抗。根据学园长的说法，是晴使用女王蜂能力造成的结果。
擅长使用的武器是小刀。是被稱為「東之東」一族的一員，有著優異的戰鬥技巧，在犬飼伊介面前有著壓倒性的實力。可能因為沒有殺人的經驗，在下手前會猶豫，而導致無法殺害目標；真正原因來自於年幼時姨母的話語。
在動畫第十一話中，因成功制霸黑組而從學園長口中得知黑組的真相，並知曉自己保護晴的意願可能是因為女王蜂的能力所致。為了證明是出於自己的本意來保護晴，而不是被晴的能力所操縱，因此決定親手殺死晴。在擊敗最後的競爭對手走鳰之後成功刺殺了晴，同時面對傷重的晴，第一次留下了悲傷的眼淚。
於動畫第十二話中，十年黑組結束後，與晴一起生活。
公式本的角色設定提到其身高為161cm，血型為A，生日為2月24日，胸圍為Bcup，出生地為長野縣的松本，平均睡眠時間為四小時，喜欢的食物是咖喱。
一之瀨晴（Ichinose Haru）
演員：岡本信彥、代永翼、柿原徹也／配音員：金元壽子
本作的主角之一，學號是13號，15岁，第一人稱「晴」。有着像雙馬尾一樣的髮型，實際上是蓬鬆的貓毛髮質，所以看上去很像雙馬尾，漫畫單行本第一集最後的角色設定有說明。
黑组的暗殺對象，雖然其他人的出席號碼是依照五十音排列，但她不在意只有自己被分配到最後一個號碼的不同之處。
有著天真爛漫的性格，但由於出生於强大的一族，自幼時就被人威脅著性命。而在這過程中母親與兄弟為了守護她而死去，不僅如此，她的身上也充滿了許多傷痕。清楚知道因為自己的出身，而受到黑組同學的威脅，但還是抱有著堅強的心靈，想把自己做的手機吊飾送給同學，期望能與他人好好相處。
根據鳰的說法，表示晴是殺死自己兄弟姐妹和母親的兇手，但因與晴的回憶有所出入，因此鳰的說法可信度成疑。
由於遭到很多次暗殺，對藥物有很强的抗性，也能對暗殺做出一定的回避和反擊。
在第十一話中，被兔角說自己能活到現在，是因為使用了自己的力量，使其餘十位暗殺者手下留情。自己卻很討厭這種說法，稱自己只是個普通人。
在第十二話中，被兔角用匕首刺進胸膛，但因肋骨被改造成鈦合金，使匕首偏離了心臟而得以生還，最後畢業。與兔角在一起。
公式本的角色設定提到其身高為159cm，血型為O，生日為1月1日，胸圍為Ccup，出生地為東京都的世田谷，平均睡眠時間為7小時。
走鳰（Hashiri Nio）
演員：野島健兒、吉野裕行（2回目開始）／配音員：南條愛乃
长相可爱的少女，学号是10号，住在单人的7号寝室。第一人稱「ウチ」。
是委员会和黑组暗杀者之间的联络人，也是暗杀的仲裁者，理事長的手下。
自身也有作为暗杀者的权利。
八卦和万事通，了解所有参与者和晴的过去。
身上有著鳳凰的紋身，為了不讓外人看見身上的紋身，因此就連夏天也穿著冬裝。
實際上是西之葛葉一族的傳人，善於使用幻術。遇到理事長百合之後誓死效忠百合，並且將姓氏改為「走」。本來準備偽裝成兔角的樣子殺死晴，卻因兔角本人先出手殺晴而被打亂計畫，最終被兔角打敗，但还是幸存。
漫画结局里也有继续以同样的方式来迎接接下来的黑组。
公式本的角色設定提到其身高為152cm，血型為AB，生日依舊不明，胸圍為Dcup，出生地為滋賀縣的大津，平均睡眠時間為2小時，喜欢的食物是哈密瓜波蘿麵包。
犬飼伊介（Inukai Isuke）
演員：浪川大輔（初回、3回目）、諏訪部順一／配音員：淺倉杏美
名字像男生的女孩，認為自己的名字聽起來很帥氣而相當中意，第一人稱「伊介」、「あたし」。穿着暴露度高的衣服，外表妖艷的美少女。住在2号寝室。学号是2号。
有著好戰的性格，喜歡空手的暗殺。在尚未确定暗杀目标前就对晴下手并和兔角交锋，並發現兔角無法殺人的事，稱其暗殺處女。
幼年時期受到母親的家暴，在即將被虐待致死時，被住在隔壁的暗殺者犬飼惠介所救，並成為了惠介的養女。稱呼惠介為「媽媽」，認為家人是很重要的一方，毫不關心除家人以外的人。
第七個使用預告票的暗殺者，預告票偽裝成是番場的，因為規則沒有說必須使用自己的名字。在與兔角交戰時，將兔角從高樓推下，使兔角在昏迷的期間了解其「無法殺人的詛咒」的真意，解除了詛咒。之後在伊介即將殺死晴的瞬間，伊介的手被兔角用匕首刺中，惱怒的伊介用手槍反擊結果失敗，最後被兔角打倒在地後勒暈。
退学后，桌上被放上紅色的康乃馨作为紀念,花語是「熱情母愛真情」
於動畫第十二話中，與家人一起去渡假。漫畫結局和寒河江春紀成為情侶。
公式本的角色設定提到其身高為160cm（鞋子+10cm），血型為B，生日為6月29日(遇到犬飼惠介的那一天)，胸圍為黑組最大，出生地為神奈川縣的橫濱，平均睡眠時間為8小時。
番場真昼／真夜（Banba Mahiru/Shinya）
演員：神谷浩史（初回、3回目）、中村悠一／配音員：大坪由佳
有著雙重人格的少女。學號是12號。真夜第一人稱「オレ」。
上學時的服裝為水手服，並穿著一長一短的襪子，回到宿舍時則會換成和服。
第八個使用預告票的人，與伊介達成了晴隨其處置的約定。使用工業用大錘作為暗殺工具。
幼時有被人囚禁，並被犯人用相機拍攝其膽怯害怕的模樣後繼續虐待的經驗。因此對相機的閃光燈十分敏感，這亦是真夜怕光的原因。這個弱點被伊介得知，被伊介用閃光燈使其感到恐懼，最後被伊介踢飛，陷入昏迷。
朗讀劇版中有提過母親在地下室被監禁了半年,而在那時誕生了另一個人格—「真夜」。
願望是Nothing（即沒有東西）。
退学后，桌上被放上葫蘆花和旋花作为紀念,花语分別是「妖艶」和「羈絆」。
公式本的角色設定提到其身高為158cm，血型為B，生日為5月30日，胸圍為Bcup，出生地為群馬縣的前橋，平均睡眠時間為6小時。
寒河江春紀（Sagae Haruki）
配音員：內村史子
學號是6號。有著明亮爽朗的個性，體格很好。身高為167cm。
犬飼伊介的室友，因伊介的要求以「伊介大人」來稱呼她，但並不對其抱持敬意。
家裡有眾多弟妹以及有病在身的母親，相當重視家人，收入幾乎都用來支付家裡開銷因而平日生活相當節儉，三千日圓對其來說是鉅款。
第三名向晴出手的殺手，願望是讓家人擁有一生受用不盡的錢。
武器為鐵製護手甲，能從腕部抽出鋼絲絞殺目標，另外也使用格鬥技。
退学后，桌上被放上馬鞭草的花作为纪念，花语是「家人的愛」。
在最終話裡，離開了暗殺的工作，在工地中工作，並以通過高中學力測驗為目標努力著。漫畫結局和犬飼伊介成為情侶。
公式本的角色設定提到其身高為167cm，血型為A，生日為12月24日，胸圍為Bcup，出生地為東京都的東村山，平均睡眠時間為9小時，喜欢的食物是烤肉。
生田目千足（Namatame Chitaru）
配音員：三澤紗千香
學號是9號。黑組開課初日的放學後轉學進來的女學生。
身材修長的男裝美人，語調也相當中性。
來黑組的目的是為了向殺掉恩師女兒（漫畫版為殺害恩師）的殺手「天使小號」復仇。因為進入黑組與其他殺手目的不同並未將一之瀨晴視為暗殺目標。
在學園祭黑組表演的《羅密歐與茱麗葉》中飾演羅密歐。但柩曾說過，千足比起羅密歐更像茱麗葉。
動畫版中劍持因中毒而入院，恰巧在她中毒的時間點看見了晴與兔角往體育館的行動，使千足認為晴極有可能為天使小號，而後與身為守護者的兔角對決，但途中柩現身向千足表明自己才是天使小號。雖然難以置信，但因其在柩的玩偶裡找到毒藥而轉為確信。千足在舞臺上，欲以短劍了結天使小號的性命，卻在面對柩時感到猶豫、無法下手，此時柩主動將自己推向千足手中的短劍，完成了千足的使命。其後從鳰口中得知柩的願望，選擇喝下柩的毒藥，隨其腳步而去。
退学后，桌上被放上紅玫瑰花作为纪念，花语是「愛情」。
因其之前在喝下毒藥後被送到醫院，留下了一命。在最終話裡顯示，目前由柩照顧著。
公式本的角色設定提到其身高為171cm，血型為O，生日為9月4日，胸圍為Fcup，出生地為東京都的目黑，平均睡眠時間為7小時。
桐谷柩（Kirigaya Hitsugi）
配音員：內田愛美
身材矮小且外表稚氣的少女，初次與千足和晴見面時被認為是小學生。學號是4號。第一人稱「ぼく」。
沒有方向感，在前往明星學園的路上迷路時，受到了千足的幫助，而對她抱有憧憬之情。
知道自己和千足同班且宿舍同房的時候，感到十分開心。
為殺手組織「曼陀羅」中的王牌，代號為「天使小號」的殺手。
擔任黑組在學園祭預定演出的戲劇《羅密歐與茱麗葉》中的茱麗葉。為了利用晴與兔角在戲中飾演的對立角色的對決，讓晴因觸碰劍身及劍柄上的毒身亡來實行暗殺，而於學園祭前一晚在演出道具上下毒，此時碰見了準備將預告票夾到晴的劇本的劍持，因認為會妨礙到自己的計畫而將劍持毒昏，後被趕來的晴與兔角撞見，也於此時將預告票交給晴。
而在學園祭當天，毒劍的陷阱被兔角發現而失敗結束之時，柩向千足坦白自己就是天使小號。最後在舞台上千足猶豫是否要刺殺桐谷之時，柩主動將千足手中的短劍推向自己的胸口後失血昏迷。其後，鳰向千足告知柩的願望是希望在一切結束後和千足一起離開黑組共同生活。
退学后，桌上被放上白玫瑰花作为纪念，花语是「天真」。
在最終話裡，傷已治好，並在千足的身旁照顧著她。
公式本的角色設定提到其身高為152cm，血型為AB，生日為10月27日，胸圍為Acup，出生地為東京都的荒川，平均睡眠時間為7小時。
劍持詩繪奈（Kenmochi Shiena）
配音員：山田悠希
綁著兩條髮辮並戴眼鏡的女孩。學號是5號。第一人稱「ボク」。
有著認真的性格，討厭欺負弱小的人。喜歡舞台演出，在學園祭的戲劇中作为導演，並熱心的去指導演技。
以前在學校受到嚴重的欺負，所以就跟網絡上的友人商量這個煩惱,友人介紹了由被欺負的孩子們組成互相進行復仇殺人的組織—「集團下校」。「集團下校」的歸屬意識非常強，希望的暗殺報酬是由組織決定的。
在動畫版，詩繪奈參加黑組的理由、成功報酬和對千足的憧憬都沒有詳細說明，因被柩認為詩繪奈對晴的暗殺計劃有所妨礙而被柩下毒，後因毒性太強住院而退場。
退学后，桌上被放上薊花作为纪念，花语是「復仇」。
公式本的角色設定提到其身高為158cm，血型為A，生日為2月15日，胸圍為Bcup，出生地為千葉縣的幕張，平均睡眠時間為7小時。
武智乙哉（Takechi Otoya）
配音員：沼倉愛美
學號是8號。於開課第二日加入班級。
有著近乎黑色的紫髮馬尾作為特徵的少女，穿着的豎紋制服上有一條紅色領帶。穿着黑色絲襪。
開朗的性格,表現出想跟晴成為朋友的樣子而把晴稱呼為「晴親」，有些欺負人的性格，例如想把詩繪奈的辮子剪掉,或是企圖把真昼持有的晴的手機吊飾拿走等。
本身是個被稱為「21世紀的開膛手傑克」的連環殺人犯，以美麗的女子為目標的重複着殺人行為。參加黑組的原因有一半是為了逃避邢警的追捕而躲進去的。希望的暗殺報酬是「一輩子能安心繼續殺人的連環殺人犯保險」。同房的詩繪奈在得知乙哉真實身份時曾感到不寒而慄。
武器是剪刀,通過一點點剪碎被害者而獲得性方面的快感。擅長插花。
黑組中第一個提交預告票的學生。通过装出相同的兴趣接近晴，邀请她去植物园后下手。中途被兔角阻止后，被晴从背后使用钩吻麻醉，时间到后失败退学。
退学后，桌上被放上山百合作为纪念，花语是「人生的乐趣」。
第十話中再次出場。從監獄裡逃出，希望再次暗殺晴，但被英純戀子看見，被英純戀子強行邀請參加茶會。看見英純戀子的強大後，產生了想要毀掉英純戀子的欲望，將刀刺進英純戀子的機械手臂的同時，被英純戀子打飛，而後被由暗門入場的走鳰發現，送回了監獄服刑。
在最終話裡，描繪了還差幾年就到假釋日,老實地做着雜役工作其努力的身姿。
公式本的角色設定提到其身高為165cm，血型為B，生日為4月1日，胸圍為Dcup，出生地為東京都的新宿，平均睡眠時間為4小時，喜欢的食物是拉麵。
首藤涼（Shuto Suzu）
配音員：安濟知佳
學號是7號。於開課第二日加入班級。生日為7月14日。第一人稱「ワシ」或「涼」。
留著一頭短髮，有著像是老人一般的說話方式，想法也很達觀的少女。喜歡運動。
與香子住在同一間寢室，與香子之間十分合拍，在香子離開後代替她擔任班長。
得了Highlander綜合症，那是一種肉體無法老化的病，似乎活了很久本人也不記得自己的年齡了。
過去曾經有個小自己一歲且生日只差一天的戀人，但因自己的肉體無法老化而戀人卻隨著年紀的增加而成長，最後其戀人選擇了與其他女性共度一生。為此涼的願望是「普通地變老，然後死去」。
第六名使用暗殺票的暗殺者，在明星學院的大型泳池的更衣間內在晴的頸部安上了炸彈。其後告訴兔角解除炸彈的方法（必須零點的時限前輸入四位元數的密碼，但是必須先收集與密碼數位相同的四張撲克牌。每一張撲克牌都藏匿在大型泳池內，而其藏匿地點都寫在了預告票內的四道謎題中）。最後，在缺少第四張撲克牌的情況下，正確密碼被一之瀨晴推測出而告終失敗。
退学后，桌上被放上紅色郁金香作为纪念，花语是「戀愛的宣言」。
在第十二話中，於其過去的戀人墳前上香之後，準備告別過去邁入新的生活。
公式本的角色設定提到其身高為155cm，血型為A，生日為7月14日，胸圍為Ccup，出生地為新潟縣的長岡，平均睡眠時間為10小時。
神長香子（Kaminaga Koko）
配音員：佳村遙
學號是3號。於開課第二日加入班級。
出身教会孤儿院的杀手，严谨的班长系女生，总是拿着的十字架是前辈留给她的。
希望获得的奖励是从此退出杀手行业。
第二名向晴出手的杀手，使用严谨的计划和炸弹进行暗杀，首次在晴和兔角的房间冰箱下和冰箱中的水瓶裡安装炸弹但被兔角识破。之后在图书馆利用连环炸弹袭击晴，被兔角阻止后向兔角和晴拔枪却无法射击，被兔角的飛刀击伤手臂。
承认当兔角出现的时候就已经失败，被退学。符合严谨的班长性格一般，给室友留下希望室友继承自己的任务字条。
退学后，桌上被放上彼岸花作为纪念，花语是「期待重逢之日」，離去後是少數被晴和兔角緬懷的黑組學生。
在第十二話中，決心逃離從未有人成功脫離的殺手組織。
公式本的角色設定提到其身高為161cm，血型為A，生日為7月25日，胸圍為Acup，出生地為神奈川縣的橫須，平均睡眠時間為6小時，喜欢的食物是巧克力。
英純戀子（Hanabusa Sumireko）
配音員：荒川美穗
學號是11號。最後轉入10年黑組的女學生。室友為番場真昼／真夜。第一人稱「私（わたくし）」。
大財團的千金，被校長用敬語稱呼。在教室有著自己專屬的桌子和椅子。
認為自己比晴更有當上女王的資格，擁有和晴類似的經歷。在過去多次遭到其他勢力的刺殺，且四肢皆在刺殺中失去。為了不再受到生命威脅，動用家族的力量為自己移植機械四肢來提升實力，具備遠超常人的力量和靈敏，戰鬥力遠超兔角。
第九位使用預告票的人，在精心佈置的茶會上遞交了預告票並發動攻擊，在擊敗兔角後，中了晴的計謀，被大量的手雷重創義肢，最後被晴從校園頂樓的天臺推落而失敗，但其實仍生還。
願望是殺死晴，成為真正的女王。
公式本的角色設定提到其身高為163cm，血型為AB，生日為8月13日，胸圍為Ccup，出生地為東京都的目黑，平均睡眠時間為10小時。

### 其他人物
海馬（Kaiba）
配音員：進藤尚美（朗讀劇版）／杉田智和（電視動畫版）
私立17學園的教師，將兔角以「學校間留學生」的名義送到明星學園就讀。
於動畫第一話揭示，本身為心理學而非教導暗殺的老師。
公式本的角色設定提到其身高為180cm，血型為B。
溝呂木邊（Mizorogi Ataru）
配音員：櫻井孝宏
10年黑組的班導師，教授科目為生物。不清楚黑組的存在理由與學生都是暗殺者的事情，因此只要有黑組學生轉學都會感到自責。
黑組唯一的普通人，因此有規定只要他在場，黑組學生皆不能從事暗殺晴的任何行為，此特性曾在學園祭時被兔角利用將晴放在他身邊以躲避暗殺。
公式本的角色設定提到其身高為180cm，血型為O，生日為3月18日，出生地為滋賀縣的米原，平均睡眠時間為8小時，喜欢的食物是壽司。
百合目一（Yuri meichi）
配音員：榊原良子
明星學園理事長，黑組的主辦者。
公式本的角色設定提到其身高為不明，血型為O，生日為4月29日，出生地為東京都的世田谷，平均睡眠時間為6小時，喜欢的食物是咖啡。
於第11話中，鳰說百合目一是晴的親人，但晴從出生到現在並未見過她人。
犬飼惠介（Inukai Eisuke）
配音員：諏訪部順一
犬飼伊介的義父。被伊介稱呼為「媽媽」。同性戀者，被伊介稱呼為「爸爸」的戀人是一般人並非暗殺者。
在伊介即將被母親虐待致死時，將其救出，並收為養女。
伊蓮娜
配音員：淺川悠
是個出色的殺手。是香子非常尊敬的學姊。
於動畫第4話中，因香子在出任務的時候出錯，害伊蓮娜被炸彈給炸到身亡。
僅在香子的回憶中登場，本身並不喜歡殺手這個身份，劇中並不希望香子走上暗殺這條路。
信樂椿（Shigaraki Tsubaki）
演員：置鮎龍太郎、小西克幸（2回目開始）
朗讀劇版的原創角色。
寒河江冬華
配音員：山本希望
春紀的妹妹，在寒河江家裡面排名二姐。
在春紀去十年黑組、工作或不在家的時候會代替春紀照顧其他兄弟姊妹與生病的母親。
並不知春紀的工作是暗殺別人。
普通人，非殺手。
東真呼（Azuma Mako）
配音員：內山夕實
東兔角的阿姨，空身的雙胞胎妹妹。繼承了姐姐的遺志，不希望兔角繼承暗殺者的職責。
因違抗母親的意志，帶著兔角逃離本家的途中被母親殺害。
僅在兔角的回憶中登場。
東空身（Azuma Kumi）
配音員：行成とあ
東兔角的生母，真呼的雙胞胎姊姊。不希望兔角繼承暗殺者的職責。
已逝，因產後感冒而死。
僅在兔角的回憶中登場。
兔角的祖母
配音員：岡本嘉子
東兔角的外婆，名字不明，為現在東之一族的統轄者，同時也是為兔角取名並帶大兔角的人。
相當看重兔角，對其有很大的期望。也因此數落甚至殺死了女兒、即兔角的阿姨。
僅在兔角的回憶中登場。

## 用語
明星學園
施行小學到大學一條龍的的學園。宿舍制，佔地面積大。地下有一大型墓園。
黑組
明星學園於特別時期所開課的班級。在班級中，一名學生是被暗殺的對象，且會有複數的暗殺者以「轉學生」的身份送入該班。另外，最初抵達的暗殺者並不會被告知暗殺對象。
於黑組中設有幾項規則，分別是「暗殺成功者會被給予所期望的報酬」、「不能將其他黑組學生以外的人捲入」、「暗殺失敗及捲入黑組學生以外的人會被退學」、「每人只有一次的暗殺機會」。
預告票
對晴實行暗殺之前所需要的文件。預告票發出後，暗殺者需要在48小時內完成暗殺行動，否則視作暗殺失敗且會被強制退學。
除晴外，每名黑組學生都持有一張預告票。
西之葛葉、東之東
自古以來存在於此國家中、君臨暗之世界的暗殺者的兩大家族。
原本葛葉家是本家，而東家是分家。現時兩家的交流完全斷絕。
葛葉一族是自古流傳下來的咒術師家族，擅長使用咒術來催眠別人並使其自殺或殺害他人，而東一族擅長使用更具實戰性的暗殺術。

## 出版書籍
| 冊數 | 角川書店       | 角川書店               | 台灣角川       | 台灣角川               |
| 冊數 | 發售日期       | ISBN                   | 發售日期       | ISBN                   |
| ---- | -------------- | ---------------------- | -------------- | ---------------------- |
| 1    | 2013年7月10日  | ISBN 978-4-04-120788-8 | 2014年5月10日  | ISBN 978-986-325-963-3 |
| 2    | 2014年3月7日   | ISBN 978-4-04-121056-7 | 2014年10月14日 | ISBN 978-986-366-188-7 |
| 3    | 2014年12月8日  | ISBN 978-4-04-102459-1 | 2015年5月20日  | ISBN 978-986-366-516-8 |
| 4    | 2016年1月26日  | ISBN 978-4-04-103446-0 | 2017年8月7日   | ISBN 978-986-473-819-9 |
| 5    | 2016年12月10日 | ISBN 978-4-04-105048-4 | 2017年8月7日   | ISBN 978-986-473-820-5 |

## 遊戲
社交遊戲「惡魔的謎語AK」，是2012年11月30日開始由Nigibox提供的Mobage、GREE、mixi。將來可能以pixiv使用。

## 電視動畫
於2014年4月3日於MBS、TBS、AT-X等日本電視台及niconico生放送網路配信開始放送。

### 製作人員
- 原作：高河弓（月刊Newtype／角川書店連載）
- 角色原案：南方純
- 監督：草川啓造
- 系列構成：吉村清子
- 劇本：吉村清子、橫谷昌宏、藤咲あゆな
- 角色設計、總作畫監督：井出直美
- 武器、格鬥監修：大塚亨
- 動作監修：佐野譽幸
- 色彩設計：中田亮大
- 美術監督：武藤正敏
- 攝影監督：伊藤康行
- 編輯：小島俊彥
- 音響監督：岩浪美和
- 音響效果：小山恭正
- 音樂：藤澤慶昌
- 音響製作：DAX International Inc.
- 製片人：野島鐵平、菊谷隆、清水美佳、福田順、田島宏行、永瀨智人、新宿五郎、藍谷厚史、前田俊博
- 動畫製作人：關山晃弘
- 動畫製作：Diomedéa
- 製作：「惡魔的謎語」製作委員會、每日放送

### 主題曲
片頭曲
作詞：石川智晶，作曲：R・O・N，主唱：內田真禮
片尾曲
全作詞：中村彼方
（第1話）
作曲：光增（FirstCall），編曲：EFFY（FirstCall），主唱：諏訪彩花 as東兔角
「昨日、今日、明日」（第2話）
作曲、編曲：原田，主唱：金元壽子 as一之瀨晴
「Concentration」（第3話）
作曲、編曲：中野，主唱：沼倉愛美 as武智乙哉
「ACROSS THE FATE」（第4話）
作曲、編曲：芳賀政哉，主唱：佳村遙 as神長香子
（第5話）
作詞：中村彼方，作曲、編曲：石井健太郎，主唱：內村史子 as寒河江春紀
「Poison Me」（第6話）
作曲、編曲：高橋諒，主唱：三澤紗千香 as生田目千足 &內田愛美 as桐谷柩
（第7話）
作曲：（FirstCall），編曲：EFFY（FirstCall），主唱：安濟知佳 as 首藤涼
（第8話）
作曲、編曲：芳賀政哉，主唱：大坪由佳 as 番場真昼・真夜
（第9話）
作曲、編曲：伊藤賢，主唱：淺倉杏美 as 犬飼伊介
（第10話）
作曲：森慎太郎，編曲：高橋諒，主唱：荒川美穗 as 英純戀子
「Survival」（第11話）
作曲、編曲：arbeit boy，主唱：南條愛乃 as 走鳰
「QUEEN」（第12話）
作曲、編曲：高橋諒，主唱：10年黑組（諏訪彩花、金元壽子、南條愛乃、淺倉杏美、內村史子、內田愛美、三澤紗千香、大坪由佳、荒川美穗、佳村遙、安濟知佳、沼倉愛美、山田悠希）
「THE LAST PARTY」（第13話）
作曲、編曲：高橋諒，主唱：10年黑組（諏訪彩花、金元壽子、南條愛乃、淺倉杏美、內村史子、內田愛美、三澤紗千香、大坪由佳、荒川美穗、佳村遙、安濟知佳、沼倉愛美、山田悠希）
插入曲
「仰げば尊し」（第12話）
作詞、作曲：不明，編曲：EFFY(FirstCall)，主唱：10年黑組（諏訪彩花、金元壽子、南條愛乃、淺倉杏美、內村史子、內田愛美、三澤紗千香、大坪由佳、荒川美穗、佳村遙、安濟知佳、沼倉愛美、山田悠希）

### 各話列表
| 話數             | 日文標題 | 中文標題                     | 劇本     | 分鏡     | 演出       | 作畫監督                                                                |
| ---------------- | -------- | ---------------------------- | -------- | -------- | ---------- | ----------------------------------------------------------------------- |
| 第一問           |          | 世界充滿了□□                 | 吉村清子 | 草川啟造 | 玉木慎吾   | 松本麻友子、赤薔薇蕾                                                    |
| 第二問           |          | 誰在心中？                   | 吉村清子 | 草川啟造 | 清水一伸   | 飯飼一幸、丸山翔子                                                      |
| 第三問           |          | 似紅非紅的是什麼？           | 橫谷昌宏 | 山本靖貴 | 山本靖貴   | 中谷亞沙美、岡本健一郎                                                  |
| 第四問           |          | 突然出現又消失的是？         |          | 草川啟造 | 橫田一平   | 德川惠梨、佐藤友子                                                      |
| 第五問           |          | 能釋放籠中鳥的是？           | 吉村清子 | 小坂春女 | 小坂春女   | 、嵩本樹                                                                |
| 第六問           |          | 美麗的花都有□□               |          | 三澤伸   | 高林久彌   | 大西秀明、容洪                                                          |
| 第七問           |          | 永遠無法超過的是什麼？       | 橫谷昌宏 | 島津裕行 | 大町生     | 澤木巳登理                                                              |
| 第八問           |          | 說謊的守門人是哪個？         | 吉村清子 | 吉田泰三 | 矢野孝典   | 山崎愛、近藤瑠衣 藤原利惠、長山延好                                     |
| 第九問           |          | 誰在心中？（補考）           | 吉村清子 | 稻垣隆行 | 中山敦史   | 荒川理惠、都竹隆治 岡本圭一郎、諸石康太                                 |
| 第十問           |          | 女王是誰？                   | 橫谷昌宏 | 林宏樹   | 玉木慎吾   | 玉木慎吾、服部憲二 西田美彌子、諸石康太 三宮昌太、清水明日香 岡本健一郎 |
| 第十一問         |          | 「祝福」與「詛咒」的辨別方法 | 吉村清子 | 青山弘   | 三家本泰美 | 德川惠梨、佐藤友子                                                      |
| 第十二問         |          | 所以，世界充滿了□□           | 吉村清子 | 水島精二 | 小坂春女   | 、嵩本樹                                                                |
| 第十三問 （OVA） |          | 誰是贏家？（突擊測驗）       |          | 林宏樹   | 所俊克     | 西田美彌子、岡本健一郎 三宮昌太、嵩本樹 本多美乃                        |

### 播放電視台
日本深夜動畫：下文記載的日本国内播放時間使用日本標準時間（UTC+9）表示。因為部分時間标识會採用30小时制，因此請留意这类超过24:00的时间，其實際播放時間為翌日清晨。
| 播放地區   | 播放電視台    | 播放日期              | 播放時間（UTC+9）         | 所屬聯播網          | 備註           |
| ---------- | ------------- | --------------------- | ------------------------- | ------------------- | -------------- |
| 近畿廣域圈 | MBS每日放送   | 2014年4月3日－6月19日 | 星期四 26時19分－26時49分 | 日本新聞網          | 製作局         |
| 關東廣域圈 | TBS電視台     | 2014年4月4日－6月20日 | 星期五 26時25分－26時55分 | 日本新聞網          |                |
| 中京廣域圈 | 中部日本放送  | 2014年4月4日－6月20日 | 星期五 27時12分－27時42分 | 日本新聞網          |                |
| 日本全國   | AT-X          | 2014年4月5日－6月21日 | 星期六 20時00分－20時30分 | 衛星電視            | 有重播         |
| 日本全國   | BS-TBS        | 2014年4月5日－6月21日 | 星期六 24時30分－25時00分 | 日本新聞網 衛星電視 |                |
| 日本全國   | NICONICO直播  | 2014年4月6日－6月22日 | 星期日 23時00分－23時30分 | 網路電視            |                |
| 日本全國   | NICONICO頻道  | 2014年4月7日－        | 星期一 12時00分 更新      | 網路電視            |                |
| 日本全國   | d Anime Store | 2014年4月7日－        | 星期一 12時00分 更新      | 網路電視            | 製作委員會参加 |
| 日本全國   | 萬代頻道      | 2014年4月21日－       | 星期一 12時00分 更新      | 網路電視            |                |

| 播放地區 | 播放電視台 | 播放日期                 | 當地播放時間            | 所屬聯播網  | 備註       |
| -------- | ---------- | ------------------------ | ----------------------- | ----------- | ---------- |
| 臺灣     | Animax     | 2014年12月13日－12月24日 | 每日21:30－22:00        | 有線電視    | 有重播時段 |
| 臺灣     | Animax HD  | 2015年2月13日－2月24日   | 每日21:30－22:00        | 中華電信MOD |            |
| 香港     | Animax     | 2015年3月31日－4月15日   | 星期一至五 22:00－22:30 |             |            |

### 關連商品

#### Blu-ray／DVD
| 卷 | 發售日         | 收錄話               | 規格編號   | 規格編號   |
| 卷 | 發售日         | 收錄話               | BD         | DVD        |
| -- | -------------- | -------------------- | ---------- | ---------- |
| 1  | 2014年6月18日  | 第1話－第2話         | PCXG-50401 | PCBG-52331 |
| 2  | 2014年7月16日  | 第3話－第4話         | PCXG-50402 | PCBG-52332 |
| 3  | 2014年8月20日  | 第5話－第6話         | PCXG-50403 | PCBG-52333 |
| 4  | 2014年9月17日  | 第7話－第8話         | PCXG-50404 | PCBG-52334 |
| 5  | 2014年10月15日 | 第9話－第10話        | PCXG-50405 | PCBG-52335 |
| 6  | 2014年11月19日 | 第11話－第12話       | PCXG-50406 | PCBG-52336 |
| 7  | 2014年12月17日 | 第13話（電視未放送） | PCXG-50407 | PCBG-52337 |

#### 音樂CD
| 發售日        | 名稱       | 規格編號                                      |
| ------------- | ---------- | --------------------------------------------- |
| 2014年4月23日 |            | PCCG-01396（初回限定版） PCCG-70207（通常版） |
| 2014年5月14日 | 黑組曲・序 | PCCG-01401                                    |
| 2014年6月11日 | 黑組曲・破 | PCCG-01402                                    |
| 2014年7月9日  | 黑組曲・急 | PCCG-01403                                    |

## Reading Live
2013年由Kiramune Project主辦、以『Kiramune Presents Reading Live 「惡魔的謎語 〜escape6〜」』被朗讀劇化、在舞濱圓形劇場舉行。
描述因海馬的緣故而被監禁在明星學園的一教室中的兔角、晴、伊介、鳰、真晝・真夜以及本作原創角色信樂樁等6人，為了從房間中脫困、挑戰由海馬提出的問題的内容。有關真晝・真夜的過去也有所提及。此外，從原作中登場的角色包含海馬在內的全員的性別替換、除海馬以外皆為Kiramune所屬的男性配音員演出。另外，演員們除了扮演海馬老師的進藤尚美以外皆以輪回替換的方式演出。
在「月刊Newtype」誌上與Kiramune公式網站等處，由插畫家‧晩杯アキラ所作畫，作為男性的兔角、晴、伊介、鳰、真晝・真夜以及椿的形象插畫被公開。
- 2013年10月26日

開場16:00 開演17:00
- 2013年10月27日

下午公演
開場12:00 開演13:00
晚上公演
開場16:00 開演17:00

### 工作人員
- 原案：高河弓（「惡魔的謎語」角川書店刊）
- 劇本：加藤陽一
- 演出：伊藤マサミ（bpm／進戲團 夢命經典之作）

## 外部連結
- （日語）動畫「惡魔的謎語」公式網站 （页面存档备份，存于）
- （日語）動畫「惡魔的謎語」公式帳戶的X（前Twitter）

電視台
- （日語）動畫「惡魔的謎語」AT-X電視台介紹 （页面存档备份，存于）
- （日語）動畫「惡魔的謎語」公式網站（MBS） （页面存档备份，存于）

網路播放
- （日語）動畫「惡魔的謎語」NICONICO直播專題 （页面存档备份，存于）
- （日語）動畫「惡魔的謎語」免費動畫GyaO!直播專題
- （日語）動畫「惡魔的謎語」bc-h萬代頻道直播專題 （页面存档备份，存于）